# Паттесон, Джон (епископ)
Джо́н Ко́льридж Па́ттесон (англ. John Coleridge Patteson; 1 апреля 1827, Блумсбери, Лондон, Соединённое королевство Великобритании и Ирландии — 20 сентября 1871, остров Нукапу, архипелаг Соломоновы острова) — протестантский миссионер, первый англиканский епископ Меланезии. Доктор теологии. Профессиональный лингвист. Убит аборигенами во время проповеди. Святой.

## Биография

### Ранние годы
Родился в Блумсбери 1 апреля 1827 года. Он был старшим сыном в семье судьи сэра Джона Паттесона и его второй супруги Фрэнсис Дюк Кольридж. По материнской линии приходился внучатым племянником поэту Сэмюэлу Тейлору Кольриджу. Родители Паттесона были сторонниками высокой церкви и активно поддерживали миссионерскую деятельность. Его детство прошло в семейном поместье в деревне Фенитон, рядом с поместьем родственников его матери в Оттери-Сент-Мэри.
В 1835—1838 годах обучался в Королевской школе в Оттери-Сент-Мэри. В 1838 году поступил в Итонский колледж. Образованием Паттесона занимался дядя по материнской линии, достопочтенный Эдвард Кольридж, зять Джона Кита, служившего директором Итона. В 1845—1848 годах был студентом второго разряда в Баллиол-колледже Оксфордского университета. Проходил обучение под руководством доктора теологии Ричарда Дженкинса. Он не изучал академические дисциплины и получил степень второго класса. Во время обучения в Оксфорде познакомился и подружился со многими выдающимися учёными, среди которых были Бенджамин Джоуитт, Макс Фридрих Мюллер, Джон Кэмпбелл Шейрп, Эдвин Палмер, Джеймс Ридделл, Джеймс Джон Хорнби и Чарльз Сэвил Раунделл.
В Итоне играл за команду колледжа по крикиту. Однако в Оксфорде отказался играть за крикетный клуб университета. В 1848 году получил степень бакалавра искусств. В октябре 1849 года отправился в путешествие по Европе, во время которого посетил Германию, Швейцарию и Италию и изучил иврит, арабский и немецкий языки. В 1852—1853 годах продолжил обучение в Мертон-колледже Оксфордского университета и защитил степень магистра искусств.

### Ординация
25 сентября 1853 года был рукоположён в дьяконы и назначен викарием в приход Альфингтона в графстве Девон. 24 сентября 1854 года был рукоположён в священники епископом Генри Филпотсом в Эксетерском соборе. Летом того же года, во время визита в Великобританию Джорджа Огастеса Селуина, первого епископа Новой Зеландии, Паттесон выразил желание отправиться с ним в качестве миссионера в Океанию. Он покинул Великобританию на борту корабля «Герцог Портлендский» вместе с епископом в марте 1855 года и прибыл в порт Окленда в мае (или июле) того же года.

### Миссионерская деятельность
В 1856—1861 годах Паттесон совершал миссионерские поездки по Меланезии на миссионерском корабле «Южный крест», посещая коренные народы и проповедуя им христианство. С 1858 года он ежегодно по несколько месяцев проводил на одном из островов Луайоте, Банкса или Соломоновых островов. В 1859 году перенёс летнюю школу меланезийской миссии из Сент-Джонса в новое здание в Кохимараме, другом пригороде Окленда.
24 февраля 1861 года в Окленде был посвящён в епископы и стал первым епископом Меланезии. В том же году защитил степень доктора теологии. Приходы его епархии были разбросаны по территории почти в три тысячи километров на островах Тихого океана. Аборигены часто становились жертвами работорговцев, и потому не всегда приветствовали епископа дружелюбно, несмотря на его уважительное к ним отношение. Случалось, что Паттесон и его помощники подвергались нападению со стороны меланезийцев. Так произошло, например, на островах Санта-Крус, когда их обстреляли из стрел. Помощники епископа были ранены и вскоре умерли от столбняка. Когда Паттесон приплывал на новый остров, то сначала знакомился с островитянами, дарил им подарки и за короткое время изучал их язык. Затем он пытался убедить аборигенов отдать сыновей на обучение в миссионерскую школу. Паттесон никогда не пытался сделать меланезийцев британцами, но готовил их для жизни современном мире. Его самый лучший учёный, Эдвард Вогала, писал о нём: «Он не жил отдельно, он всегда был нам другом и не презирал ни одного из нас». Островитяне, обратившиеся в христианство, любили своего епископа. В знак особого к нему уважения они называли именем Паттесона сыновей, передавая его через поколения до настоящего времени.
Блестящий лингвист, Паттесон овладел двадцатью тремя из более чем тысячи меланезийских языков. Он издал словарь и грамматику языка мота, перевёл на этот язык евангелия. В марте 1864 года епископ посетил Австралию. В Сиднее он выступил на большом собрании британских колонистов, которые обещали систематическую поддержку Меланезийской миссии. На миссионерскую деятельность Паттесон потратил средства, унаследованные им после смерти отца, и стипендию полученную им в Мертон-колледже. В 1867 году он перенёс миссионерскую летнюю школу на остров Норфолк, где климат был мягче и обучение могло продолжаться и в зимний период. Кроме того, на острове можно было выращивать продукты, входившие в привычный рацион учеников. После переезда школа получила название колледжа Святого Варнавы.

### Обстоятельства смерти
За время своего служения Паттесон, сотрудничая с британской колониальной администрацией, постоянно боролся с работорговцами. Несмотря на запрет на торговлю людьми в южной части Тихого океана, предприимчивые дельцы использовали лазейки в существовавшем законодательстве и называли обманутых или похищенных ими мужчин-туземцев «наёмными работниками». Аборигенов принуждали к тяжёлому труду на плантациях сахарного тростника в Австралии и на Фиджи. Преступная деятельность работорговцев значительно усложняла работу миссии среди меланезийцев, и часто была главной причиной враждебного отношения островитян ко всем европейцев.
20 сентября 1871 года Паттесон был убит на острове Нукапу на Соломоновых островах, потому что был ошибочно принят туземцами за одного из работорговцев. Когда аборигены поняли свою ошибку, то отнеслись к телу убитого с уважением, уложили его в каноэ с пальмовой ветвью в руке и отпустили в плавание в океан. Согласно другой версии его убили в качестве мести за убийство одного и похищение пяти островитян работорговцами за несколько дней до этого.
В 2010 году норвежские историки Торгейр Кольсхус и Эвен Ховдхауген провели исследование, посвящённое трагической смерти Паттесона, в ходе которого выдвинули версию об убийстве епископа по инициативе женщин-туземок, которые не желали отдавать своих сыновей в миссионерскую школу. Главную роль в заговоре против епископа, по мнению исследователей, сыграла жена верховного вождя Ниувай. Другой версией убийства, предложенной историками, было нарушение Паттесоном местной иерархии. Епископ раздавал дорогие подарки не только мужчинам, но и женщинам, пытаясь заручиться их поддержкой. Местные мужчины увидели в таком поведении Паттесона угрозу патриархальному устройству их общества, и потому убили его.

## Память
После смерти епископа Паттесона британское правительство приняло меры по искоренению работорговли в своих колониях на Тихом океане. Его смерть стала причиной повышенного интереса как к миссионерской деятельности, так и к улучшению условий труда рабочих в Меланезии. Общество защиты аборигенов провело в парламенте хорошо организованную кампанию во главе с Уильямом Макартуром за аннексию Фиджи, на которых существовало рабство. Великобритания аннексировала Фиджи в 1874 году и прекратила работорговлю.
Паттесон прославлен в лике святых в англиканской церкви. Он почитается мучеником. Память ему в числе малых праздников отмечается 20 сентября в календаре святых Церкви Англии и других англиканских церквей. Мемориальный барельеф работы Томаса Вулнера с изображением Паттесона был установлен в часовне Мертон-колледжа. На барельефе он изображён лежащим на каноэ с пальмовыми листьями.
На острове Норфолк в 1882 году в память о епископе была построена церковь Святого Варнавы с витражами по проекту Эдварда Бёрн-Джонса, выполненными Уильямом Моррисом. В 1920 году Меланезийская миссия была перемещена с острова Норфолк на Соломоновы Острова. Порт-Паттесон на острове Вануа-Лава в Вануату и Теологический колледж имени епископа Паттесона на Соломоновых Островах названы в его честь. Кафедра мучеников в нефе Эксетерского собора была воздвигнута в память о епископе Паттесоне, который был рукоположён в сан священника этом соборе. Проект кафедры был разработан Джорджем Гилбертом Скоттом в 1870-х годах.